# Fernando Grande-Marlaska Gómez
Fernando Grande-Marlaska Gómez (castellà: Fernando Grande Marlasca)  (Bilbao, 26 de juliol de 1962) és un jutge i polític espanyol, militant del PSOE. Des del 7 de juny de 2018 ostenta el càrrec de ministre de l'Interior d'Espanya.

Fins al 30 de juny de 2006 va exercir en el jutjat d'instrucció número 5 de l'Audiència Nacional, substituint provisionalment al seu titular, el jutge Baltasar Garzón. El Tribunal Europeu de Drets Humans ha condemnat cinc vegades l'estat espanyol per no investigar tortures a detinguts sota la seva custòdia.

## Biografia
Va destacar per la instrucció de causes contra membres d'ETA, Arnaldo Otegi i Fórum Filatélico. Al reincorporar-se Garzón a la seva plaça (l'1 de juliol de 2006) va quedar adscrit a la Sala penal de l'Audiència Nacional. El mateix any es va presentar com a candidat independent al Consell General del Poder Judicial. El 2007 va assumir la titularitat del Jutjat Central d'Instrucció número 3 de l'Audiència Nacional, en substitució de Teresa Palacios.
Aquell juny atribueix l'accident del Iak-42 a Turquia, que havia provocat la mort de 62 militars el 2003, a la incompetència de la tripulació. Eximint de qualsevol responsabilitat al Ministeri de Defensa i arxivant la part del sumari que afecta a la contractació del vol. El mateix mes va decidir arxivar la causa oberta contra quatre directius d'Air Madrid per presumpta estafa comesa durant la crisi que va afectar l'aerolínia al desembre de 2006 i, el setembre, va rebutjar els recursos d'apel·lació presentats per l'Associació General de Consumidors i Usuaris i la OCU contra l'acte d'arxiu.
El 30 d'agost de 2007 va decretar l'obertura de judici oral per injúries a la Corona a diversos artistes gràfics treballadors d'El Jueves.
L'octubre de 2005 es va casar amb Gorka Gómez, després de ser parella durant nou anys.